# Oruzgan
Oruzgan ou Uruzgan (em persa: ارزگان; em pachto: اروزګان, transl. Orūzgān, ou روزګان, Rozgan) é uma província do Afeganistão. Sua capital é a cidade de Tarin Kowt.

## Distritos
A província de Uruzgan está dividida em 6 distritos:
- Char-Chineh
- Chora
- Dihrawud
- Gizab
- Khas Uruzgan
- Tarin Kowt